# Magnolia argyrothricha
Magnolia argyrothricha este o specie de plante din genul Magnolia, familia Magnoliaceae. A fost descrisă pentru prima dată de Gustavo Lozano-Contreras, și a primit numele actual de la Rafaël Herman Anna Govaerts. Conform Catalogue of Life specia Magnolia argyrothricha nu are subspecii cunoscute.